# ドミニオン (漫画)
『ドミニオン』（英語: DOMINION）は、士郎正宗による漫画作品、および左記を原作としたアニメーション作品。近未来の日本を舞台に、「警察戦車隊」の女性隊員レオナと愛機の小型戦車「ボナパルト」の活躍を描く、スラップスティック・コメディ調の作品である。OVAとして3回アニメ化されている。

## 原作

### 第1期 『ドミニオン』
第1話は1985年に『月刊コミコミ増刊 コミック読本SF大特集』（白泉社）に読み切り作品として掲載された。その後『月刊コミコミ』本誌（1986年1・2・8月号）に続編が掲載され、1986年に単行本『ドミニオン』として刊行された。後に『スペシャル グラフィックス ドミニオン』収録の「PHANTOM OF AUDIENCE」と、複製原画集『ドミニオン・クラブ』収録の「DOMINION FILE」の内容を加えて『ドミニオンF』と改題され、1993年に青心社から再版された。
現行書籍
ドミニオンF（1993年、青心社、ISBN 4-87892-031-9）

#### 作品特徴
何度捕らえてもすぐに逃げてしまう悪党武悪（ぶあく）一味を戦車隊が追いかけるドタバタ調の活劇。伏線として環境悪化に適応するための人の生体改造計画や、地球の健康管理に失敗した人間社会に人造人間が愛想をつかす様が描かれる。人間自身による種の人工進化や人工知生体とヒト社会の対峙は、同作者の他作品と共通のテーマである。またレオナと相棒のアルの組み合わせも、他作品で見られる女性主人公と見守り補佐する男性キャラクターの類型となっている。

### 第2期 『ドミニオン コンフリクト編』
1992年に『コミックガイア』誌上で『アップルシード』連載中断後に『ドミニオン コンフリクト編』を連載開始。同誌の休刊により連載は中断したが、1995年に描き下ろしを加えた単行本『ドミニオンC1 コンフリクト編 第1話』が刊行された。あとがきに全4話予定と告げられているが、続編は長らく未発表となっている。
現行書籍
ドミニオンC1 コンフリクト編 第1話（1995年2月21日 初版、青心社、ISBN 4-87892-066-1）

#### 作品特徴
第1期から主要キャラクターを引き継いでいるが、別構築された世界で諸設定は一新され、所属署や主人公が昇格している。設定の詳細化と多様な人物配置によってリアリティを増した、架空の警察署の群像劇となっている。

#### 第1期との主な違い
- 細菌雲が消え、自衛隊が解体済み。
- 警察組織、階級、制服が再設定。
- 舞台の都市名、署名が明示されている。
- 所属署が分署から大型署に昇格。
- レオナが分隊長、部下達が新登場、アルは消えている。
- 配備戦車はボナパルトタイプに統一されている。
- 前作のラストで武悪一味を逃すため地球に残留したアンナとユニだが、アンドロイドである彼女らには「法的な責任能力なし」とされ、就職活動の結果警察官になり、アンナはレオナのチームに加入する。

## OVA

### 『ドミニオン』
1988年 - 1989年、エイジェント21制作。実質的なアニメーション制作は発売当時下請け作業を中心に活動していた銀河帝国が担当した。
原作第1期の前日譚にあたり、レオナの戦車隊入隊、ボナパルト製作の経緯、武悪やグリンピースの誕生経緯が描かれる。
後に1991年2月22日から同年3月29日までテレビ東京で本作の放送が行われた。放送時間は毎週金曜 18:30 - 19:00 （日本標準時）。

#### キャスト
- レオナ - 鶴ひろみ
- アル - 大倉正章
- ブリテン - 屋良有作
- 署長 - 永井一郎
- メガネ - 千葉繁
- モヒカン - 戸谷公次
- 神父 - 石森達幸
- ドクター - 田の中勇
- ブアク - 八奈見乗児
- アンナプーナ - 三田ゆう子
- ユニプーマ - 富沢美智恵
- 市長 - 横尾まり
- 係官、隊員 - 小林通孝
- ゴカロウ - 柴田秀勝
- Dr.シャッハ - 郷里大輔
- マライヤ - 丸尾知子
- レッド・コマンド - 掛川裕彦
- スケルトン隊長 - 銀河万丈
- 美女 - 神山雅美

#### スタッフ
- 監督・脚本・スペシャルアドバイザー - 真下耕一
- 監督 - 石山タカ明
- 脚本 - 高野太
- 作画監督 - 高木弘樹
- メカ監督 - 伊藤コウジ
- 美術監督 - 宮前光春
- 撮影監督 - 安津畑隆
- 制作スタジオ - 銀河帝国

#### 主題歌
オープニングテーマ「チェリームーンで踊らせて」
作詞 - 森雪之丞 / 作曲・編曲 - 中崎英也 / 歌 - 少女隊
エンディングテーマ「星のオルゴール」
作詞 - 森雪之丞 / 作曲・編曲 - 中崎英也 / 歌 - 少女隊

#### サブタイトル
1. 犯罪軍団
2. 犯罪戦争
3. 犯罪倫理
4. 犯罪要因

| テレビ東京 金曜18:30枠                                         | テレビ東京 金曜18:30枠                                         | テレビ東京 金曜18:30枠                                                   |
| 前番組                                                         | 番組名                                                         | 次番組                                                                   |
| -------------------------------------------------------------- | -------------------------------------------------------------- | ------------------------------------------------------------------------ |
| 宇宙の戦士 （1991年1月11日 - 1991年2月15日） 【同番組からOVA】 | ドミニオン （1991年2月22日 - 1991年3月29日） 【本番組までOVA】 | スピルバーグのアニメ タイニー・トゥーン （1991年4月5日 - 1992年3月27日） |

### 『特捜戦車隊ドミニオン』
1993年 - 1994年、J.C.STAFF制作。
原作第1期の設定に士郎正宗の他作品の設定をシェアード・ワールド的に導入した外伝。戦車隊は巨大軍需企業「大日本技研」（『アップルシード』・『攻殻機動隊』に登場する）の陰謀に対峙する。第1話・第5話・第6話に重力制御機能を搭載した多脚戦車が登場する。レギュラーのガイノイド2体は路上生活をしている。

#### キャスト
（エンドクレジットに役名が無い回がある場合は「他」を追加記載）
- 尾崎 レオナ - 佐久間レイ
- アルク・アド・ソルテ - 柴本浩行
- チャールズ・ブレンテン - 屋良有作
- 署長 - 富田耕生
- メガネ - 千葉繁
- ウェザビー市長 - 吉田理保子
- アンナプーナ - 久川綾
- ユニプーマ - 熊谷ニーナ
- 東灘凱 - 荒川太郎
- 牧師、片岡 - 梁田清之
- ソフィー宇田川 - 宇田川綾子
- シャロン・イシハラ - 小林優子
- ビットリオ・ミューラー - 若本規夫
- ヘルムート・コルズマン - 大友龍三郎
- 鑑識官 他 - 三木眞一郎
- 犯人、医師 他 - 鈴木琢磨
- モーリス - 田中亮一
- 署内放送、警官 - 永野広一
- 代表 他 - 星野充昭
- 役員 他 - 小形満
- TVアナウンス 他 - 嶋村薫
- 大使 - 小関一
- エンドクレジットに役名無し - 宇垣秀成、菊池いづみ、安井邦彦、中村秀利、桜井敏治、高木渉

#### スタッフ
()内の数字はその人物の担当話。
- 監督・キャラクターデザイン - 古瀬登
- 脚本 - 山口宏(1)、睦月三日生(2-6)、ねむるあんず(2-6)
- 絵コンテ - 古瀬登(1-3)、又野弘道(4-6)
- メカニックデザイン - 小黒晃
- 演出 - 外山九一(1)、西山明樹彦(2)、谷口悟朗(3)、又野弘道(4-6)
- 作画監督 - 島村秀一、江面久(1, 3)、中沢一登(2)、山川世忍(4)、中村悟(5, 6)
- 美術監督 - 吉田昇
- 撮影監督 - 安津畑隆
- 音響監督 - 山田智明(1-3)、中野徹(4-6)
- 音楽 - 吉川洋一郎
- 制作 - サンクチュアリ、J.C.STAFF
- 製作 - バンダイビジュアル株式会社、サンクチュアリ

#### 主題歌
オープニングテーマ「JUST.時を越えて」
作詞 - 渡辺なつみ / 作曲 - 野村義男 / 編曲 - 井上日徳 / 歌 - 宇田川綾子
エンディングテーマ「JUST FALLIN' LOVE 〜幾つものせつない夜の中で」
作詞 - 森岡みか / 作曲 - 野村義男 / 編曲 - 井上日徳 / 歌 - 宇田川綾子

#### サブタイトル
1. 出撃！タンクポリス!!
2. 名探偵チャールズ・ブレンテン!! 〜N.P.の黒い雨〜
3. リミット・ザ・チューブウェイ
4. 追跡!? 霧の中のボナパルト
5. コンフリクト・シティ
6. エンド・ザ・ドリーミング

### 『警察戦車隊 TANK S.W.A.T.』
2005年、監督 - ロマのフ比嘉。
原作2期の設定をベースとした外伝。レオナの指揮する第1分隊は、本庁から盗まれた国民データの奪回任務中に無人AI戦車やアンドロイドらの妨害に遭う。全編CGにより製作された。本庁の警視以外の登場人物すべてが関西弁を話す。

#### キャスト
- 尾崎 レオナ - 雪野五月
- ゴルファー - 水内清光
- 浅田 - 阪田佳代
- アンナ - 豊原静香
- ユニ - 川妻美穂
- 葉花 - 小西克幸
- 篠崎 - トロコシャマ
- 警視 - 安元洋貴

### 備考
OVA版のBGM「タンクポリスの懲りない面々」は、『とんねるずのみなさんのおかげです』（フジテレビ）の「モジモジくん」のコーナーなど各種バラエティ番組でも使用されることがある。『とんねるずのみなさんのおかげでした』（フジテレビ）の「モジモジくんHYPER」では、アレンジバージョンが使用されている。2024年には日本マクドナルドのハッピーセットのBGMにも別のアレンジバージョンが使用されている。また「危険濃度」は、『F1グランプリ』（フジテレビ）の1989年 - 1993年開幕戦でスターティンググリッド紹介中のBGMに使われていた。